# Georg Koch (Fußballspieler)
Georg Koch (* 3. Februar 1972 in Bergisch Gladbach) ist ein deutscher Fußballtrainer, der zumeist als Torwarttrainer tätig ist, und ehemaliger Fußballtorhüter. Er bestritt 213 Erst- und 165 Zweitligaspiele.

## Laufbahn

### Spielerkarriere
Koch durchlief die Jugendmannschaften mehrerer lokaler Vereine, bis er sich 1984 der Jugendabteilung von Bayer 04 Leverkusen anschloss. Dort wurde er bis zum Dezember 1990 ausgebildet, bevor er zum damaligen Oberligisten SpVgg Erkenschwick wechselte. Während der Saison 1991/92 wurde er vom damaligen Bundesligisten Fortuna Düsseldorf verpflichtet, erhielt dort jedoch zunächst keine Spielpraxis. Nach dem Abstieg der Fortuna in dieser Saison hatte er seinen ersten Profieinsatz am 28. November 1992 im Spiel gegen den VfL Wolfsburg in der zweiten Liga und wurde Stammtorhüter. Er blieb in Düsseldorf auch nach dem Abstieg seiner Mannschaft in die Drittklassigkeit 1993. Im Jahr darauf begann mit seiner Beteiligung der Durchmarsch von der Dritt- in die Erstklassigkeit. So kam Koch 1995 zu seinem ersten Erstligaspiel.
Er wechselte 1997 nach Eindhoven zur PSV. Da er sich in den Niederlanden nicht hatte durchsetzen können (er kam zu einem Champions-League-Einsatz), wechselte er noch in der laufenden Saison zu Arminia Bielefeld. Mit der Arminia stieg Koch nach der Saison in die zweite Liga ab, schaffte aber 1999 den direkten Wiederaufstieg. Während der laufenden Saison wechselte er Anfang 2000 zum 1. FC Kaiserslautern und wurde dort nach einigen Wochen Stammspieler. Ab Anfang 2003 wurde er von Tim Wiese verdrängt. Sein Vertrag wurde nicht verlängert, und so wechselte Koch 2003/04 zu Energie Cottbus, mit der er knapp den Aufstieg in die Bundesliga verpasste. Obwohl er in Cottbus die Nummer 1 war, wechselte er im nächsten Jahr zum MSV Duisburg.
Mit dem MSV stieg er 2005 wieder in die Bundesliga auf und wurde in der Saison 2005/06 zum Mannschaftskapitän. Seine Beliebtheit spiegelte sich in der Wahl zum Spieler der Saison wider, die nach jeder Saison von dem Zebra-Magazin unter allen MSV-Fans durchgeführt wird. Koch war der erste Spieler in Duisburg, dem zweimal in Folge diese Auszeichnung zuteilwurde (2004/05, 2005/06). In der Winterpause der Saison 2006/07 wurde Koch vom Vereinspräsidenten Walter Hellmich als Kapitän abgesetzt. Er hatte einen Vertrag beim MSV bis 2009, wobei er nach seinem Karriereende als Spieler bei anderen Vereinstätigkeiten des MSV Duisburg mitwirken wollte. Wegen einer nicht näher genannten Verfehlung wurde ihm jedoch vom MSV gekündigt, wogegen er gerichtlich klagte. Schließlich nahm Koch die Kündigung an.
Im Juli 2007 wechselte Koch zum kroatischen Klub Dinamo Zagreb. Er war dort Stammtorhüter und absolvierte mehrere UEFA-Pokal-Spiele, zudem wurde er mit Dinamo Zagreb kroatischer Meister 2007/08 und Pokalsieger 2008. Nach einer Saison ging er ablösefrei zum damaligen österreichischen Meister Rapid Wien und unterschrieb einen Einjahresvertrag. In Wien sollte er den verletzten Stammtorhüter Helge Payer vertreten. Während eines Ligaspiels gegen den Stadtrivalen FK Austria Wien explodierte am 24. August 2008 ein aus dem Austria-Fanblock geworfener Knallkörper in Kochs unmittelbarer Nähe. Er musste verletzt ausgewechselt werden. Er erlitt ein Knalltrauma und einen Kreislaufzusammenbruch. Der Strafsenat der Fußball-Bundesliga verurteilte die Austria wegen des Vorfalls zur Höchststrafe von 10.000 Euro, Rapid zu 7.000 Euro. Der Täter konnte nicht ermittelt werden. Ein Verdächtigter wurde freigesprochen. Nach einigen Monaten Therapie in Deutschland wurde Ende Januar 2009 sein Vertrag aufgelöst.
Im März 2009 beendete Koch seine aktive Karriere wegen anhaltender Gleichgewichtsprobleme, die durch die knallbedingte Innenohrschädigung hervorgerufen wurden.

### Trainerkarriere
Ab 2009 war Koch sportlicher Leiter beim SC Herford. In der Saison 2010/11 und im Juni 2012 war er auch als Trainer für den Landesligisten tätig. Ein Versuch, für den SC Herford auch im Tor zu spielen, scheiterte an den Nachwirkungen seiner Verletzung.
Anfang September 2012 unterschrieb Koch einen bis Saisonende 2012/13 gültigen Vertrag als Torwarttrainer beim Erstligisten Dubai SC aus den Vereinigten Arabischen Emiraten mit Option auf ein weiteres Jahr. Die Option wurde vom Verein nicht wahrgenommen. Nachdem er in der Sommerpause die Torhüter der Vereinigung der Vertragsfußballspieler trainiert hatte, bekam er einen Einjahresvertrag als Torwarttrainer des Drittligisten SG Sonnenhof Großaspach. In der Hinrunde der Saison 2015/16 war er zeitweise Torwarttrainer des Regionalligisten VfB Oldenburg. Im Januar 2016 wechselte Koch für vier Monate in den Trainerstab des FC Wil 1900 aus der Schweizer Challenge League.
Zur Saison 2019/20 wurde Koch als neuer Torwarttrainer des Regionalligisten SC Fortuna Köln vorgestellt. Dort arbeitet er im Team mit Trainer Thomas Stratos und Co-Trainer Zlatko Muhović. Vor dem Trainingsauftakt zur Saison 2020/21 wurde sein Abschied von Fortuna Köln bekannt.
Im September 2021 wurde Koch als Scout und Übergangstrainer im Nachwuchsleistungszentrum vom Drittligisten FC Viktoria Köln vorgestellt. Er verließ den Verein 2023 aus privaten Gründen.
Im Mai 2024 gab Koch bekannt, unheilbar an Bauchspeicheldrüsenkrebs erkrankt zu sein und nur noch eine begrenzte Lebenserwartung zu haben.

## Statistik
| Liga (Spielklasse)    | Spiele (Tore) |
| --------------------- | ------------- |
| Bundesliga (I)        | 213 (0)       |
| 2. Bundesliga (II)    | 165 (0)       |
| Regionalliga (III)    | 003 (0)       |
| Bundesliga (I)        | 007 (0)       |
| Eredivisie (I)        | 003 (0)       |
| 1. HNL (I)            | 025 (0)       |
| Wettbewerb            |               |
| UEFA Champions League | 006 (0)       |
| UEFA-Pokal            | 015 (0)       |
| DFB-Pokal             | 022 (0)       |

Für Spiele unterhalb der Regionalligen liegen keine vollständigen Daten vor.

## Erfolge
- 1994: Aufstieg in die 2. Bundesliga mit Fortuna Düsseldorf
- 1995: Aufstieg in die Bundesliga mit Fortuna Düsseldorf
- 1997: Champions-League-Teilnahme mit dem PSV Eindhoven
- 1999: Aufstieg in die Bundesliga mit Arminia Bielefeld
- 2001: Halbfinalist mit dem 1. FC Kaiserslautern im UEFA-Cup
- 2003: DFB-Pokalfinalist mit dem 1. FC Kaiserslautern
- 2005: Aufstieg in die Bundesliga mit dem MSV Duisburg
- 2007: Aufstieg in die Bundesliga mit dem MSV Duisburg
- 2007/2008: Kroatischer Meister mit Dinamo Zagreb
- 2008: Kroatischer Pokalsieger mit Dinamo Zagreb